# Recombinació homòloga

Figura 1. Durant la meiosi, la recombinació homòloga pot produir noves combinacions de gens com es mostren aquí entre còpies del cromosoma humà 1 similars però no idèntiques.

La recombinació homòloga (RH) és un tipus de recombinació genètica en què les seqüències de nucleòtids s'intercanvien entre dues molècules similars o idèntiques d'ADN. És la recombinació més utilitzada per les cèl·lules per reparar trencaments nocius que es produeixen en ambdues cadenes d'ADN, anomenades ruptures de cadenes dobles (DSB). La RH també produeix noves combinacions de seqüències d'ADN durant la meiosi, el procés pel qual les cèl·lules eucariotes fan gàmetes, com espermatozoides i òvuls en els animals. Aquestes noves combinacions d'ADN representen la variació genètica en la descendència, que al seu torn permet que les poblacions s'adaptin durant el curs de l'evolució. La RH s'utilitza també en la transferència horitzontal de gens per a l'intercanvi de material genètic entre diferents espècies de bacteris i virus.
Tot i que la recombinació homòloga varia àmpliament entre els diferents organismes i tipus de cèl·lules, la majoria de les formes involucren les mateixes etapes bàsiques. Després que es produeix una ruptura en la doble cadena, les seccions d'ADN es tallen entorn als extrems 5' de la ruptura en un procés anomenat resecció. En la invasió de la cadena, el pas següent és que un extrem sortint 3' de la molècula d'ADN trencada envaeix una molècula d'ADN similar o idèntica que no està trencada. Després de la invasió de la cadena, la seqüència addicional d'esdeveniments pot seguir qualsevol de les dues vies principals: la via DSBR (reparació de trencaments de doble cadena) o la via SDSA (síntesi de línia de recuits dependents). La recombinació homòloga que es produeix durant la reparació de l'ADN tendeix a donar lloc a productes que no són d'encreuament, és a dir, la restauració de la molècula d'ADN malmesa, tal com existia abans de la ruptura de la doble cadena.
La recombinació homòloga es conserva a través dels tres dominis de la vida, així com els virus, la qual cosa suggereix que es tracta d'un mecanisme biològic gairebé universal. El descobriment de gens per a la recombinació homòloga en protists —un grup divers de microorganismes eucariotes— ha estat interpretat com una evidència que la meiosi va sorgir de manera precoç en l'evolució dels eucariotes. Ja que la seva disfunció ha estat fortament associada amb una major susceptibilitat a diversos tipus de càncer, les proteïnes que faciliten la recombinació homòloga són temes de recerca activa. La recombinació homòloga s'utilitza també a "gene targeting", una tècnica per a la introducció de canvis genètics en organismes objectiu. Mario Capecchi, Martin Evans i Oliver Smithies van ser guardonats amb el Premi Nobel de Fisiologia o Medicina l'any 2007 gràcies al desenvolupament d'aquesta tècnica; Quan van descobrir de forma independent les aplicacions de les cèl·lules mare embrionàries. No obstant això, els mecanismes altament conservats es basen en el model de reparació de DSB, inclosa la integració homòloga uniforme d'ADN transformat (teràpia gènica) que va ser demostrat per primera vegada en experiments de plasmidis per Orr-Weaver, Szostack i Rothstein. La recerca de la OSD plasmidi induït, utilitzant irradiació-Y durant la dècada dels 1970, va portar a experiments posteriors utilitzant endonucleases (per exemple, I-Scel) que tallen els cromosomes per a l'enginyeria genètica de cèl·lules de mamífers, on la recombinació no homòloga és més freqüent que en els experiments del llevat.

## Història i descobriment

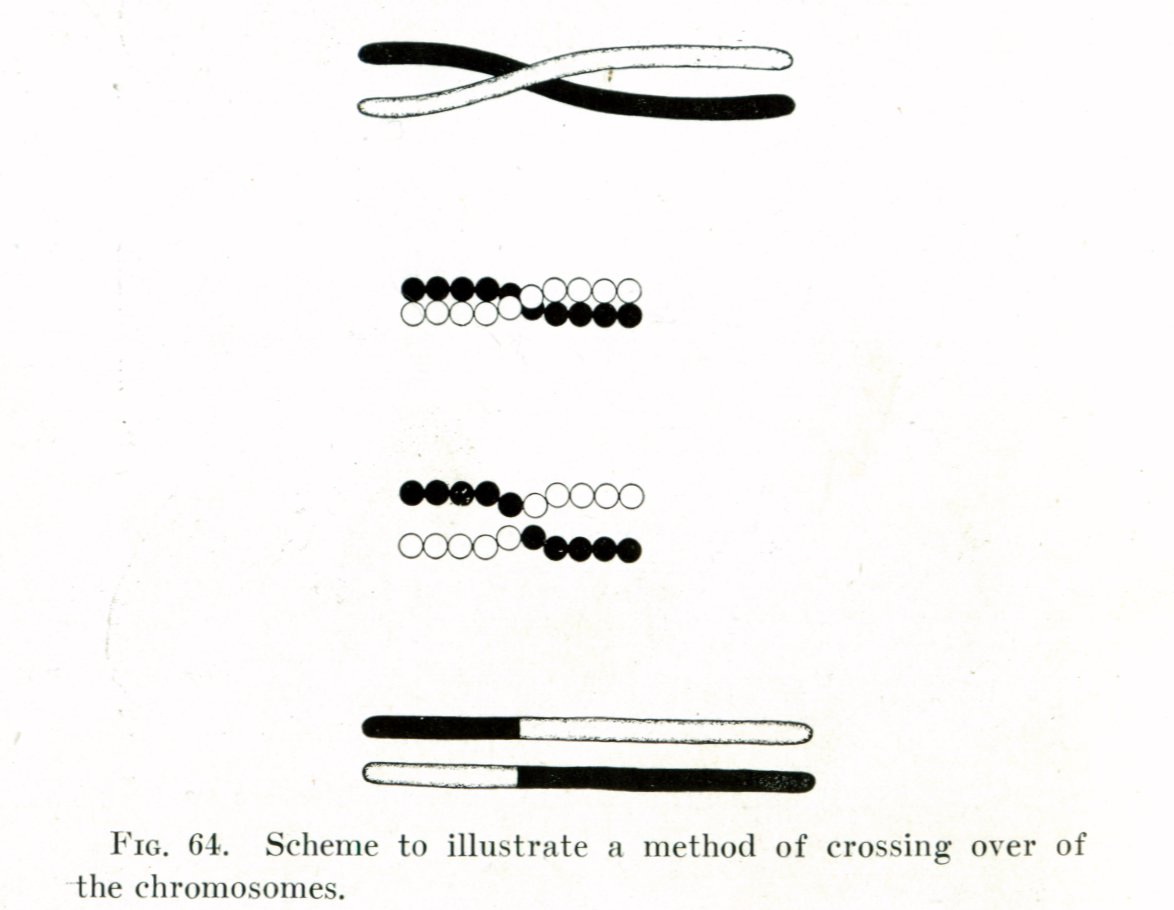
Figura 2. Una il·lustració primerenca de l'encreuament de Thomas Hunt Morgan

A principis de 1900, William Bateson i Reginald Punnett van trobar una excepció en un dels principis de l'herència descrits originalment pel científic Gregor Mendel durant la dècada dels 1860. En contrast amb la noció de Mendel, que diu que els trets són assortits de forma independent quan passen de pares a fills -per exemple, que el color del pèl d'un gat i la seva longitud de cua són heretats independents entre si- Bateson i Punnett van demostrar que certs gens associats amb trets físics poden ser heretats conjuntament o genèticament vinculats. L'any 1911, després d'observar que els trets lligats de vegades podrien ser heretats per separat, Thomas Hunt Morgan va suggerir que els "encreuaments" poden succeir entre els gens lligats, on un dels gens lligats es creua físicament a un cromosoma diferent. Dues dècades després, Bàrbara McClintock i Harriet Creighton van demostrar que es produeix un entrecreuament cromosòmic durant la meiosi, el procés de la divisió cel·lular pel qual es formen espermatozoides i òvuls. El mateix any que el descobriment de McClintock, Curt Stern, va mostrar que l'encreuament posteriorment anomenat "recombinació" es podria també produir en les cèl·lules somàtiques com els glòbuls blancs i cèl·lules de la pell que es divideixen a través de la mitosi.
L'any 1947, el microbiòleg Joshua Lederberg va demostrar que els bacteris que havien estat assumits que només es podrien reproduir asexualment a través de la fissió binària, són capaços de la recombinació genètica, la qual cosa és més similar a la reproducció sexual. En aquest treball es va establir la E. coli com organisme model en la genètica, i va ajudar a Lederberg a guanyar el Premi Nobel l'any 1958 en Fisiologia i Medicina. Sobre la base d'estudis en els fongs, l'any 1964 Robin Holliday va proposar un model per a la recombinació en la meiosi, que va introduir els detalls clau de com el procés pot funcionar, inclòs l'intercanvi de material entre els cromosomes a través d'unions Holliday. L'any 1983, Jack Szostak i els seus col·legues van presentar un model que ara es coneix com la via DSBR, que va representar observacions no explicades pel model d'unions Holliday. Durant la següent dècada, els experiments en llevat, en gèrmens i en cèl·lules de mamífers van donar lloc a l'aparició d'altres models de recombinació homòloga, anomenades vies SDSA, que no sempre es basen en unions Holliday.

## En eucariotes
La recombinació homòloga és essencial per a la divisió cel·lular en eucariotes com ara plantes, animals, fongs i protists. En les cèl·lules que es divideixen a través de la mitosi, la RH repara les ruptures de la doble cadena en l'ADN causades per la radiació ionitzant o productes químics que malmeten l'ADN. Si no es reparen, aquestes ruptures poden causar una reorganització a gran escala dels cromosomes en les cèl·lules somàtiques, que es pot desenvolupar en càncer.
A més de la reparació de l'ADN, la recombinació homòloga també ajuda a produir diversitat genètica quan les cèl·lules es divideixen en la meiosi per convertir-se en gàmetes: ou o esperma en animals, pol·len o òvuls en les plantes, i les espores en fongs. Ho fa mitjançant la facilitació de l'entrecreuament cromosòmic, en el qual les regions d'ADN similars però no idèntiques s'intercanvien entre cromosomes homòlegs. Això crea noves combinacions, possiblement beneficioses de gens, que poden donar un avantatge evolutiu a la descendència. L'entrecreuament cromosòmic comença quan una proteïna anomenada Spo11 produeix una ruptura en la doble cadena específica de l'ADN. Aquestes zones estan situades de forma no aleatòria en els cromosomes; en general en regions promotores intergenètiques i preferentment en dominis rics en GC. Aquestes zones de doble cadena solen esdevenir en regions de recombinació, les regions en els cromosomes que són al voltant de 1.000-2.000 parells de bases de longitud i tenen altes taxes de recombinació. L'absència d'un punt d'accés de recombinació entre dos gens en el mateix cromosoma significa que aquests gens s'heretaran en la mateixa proporció per les futures generacions. Això representa la vinculació entre els dos gens més del que seria d'esperar, a partir de gens que es classifiquen independentment durant la meiosi.

### Moment en el cicle cel·lular mitòtic

Figura 3. Recombinació homòloga reparant l'ADN abans que la cèl·lula entri a la mitosi. (Fase M). Això passa només durant i una mica després de la replicació d'ADN durant les fases S i G2 del cicle cel·lular.

Les ruptures de la doble cadena es poden reparar mitjançant la RH o per mitjà d'extrems no homòlegs (NHEJ).
A diferència de la RH, aquest és un mecanisme de reparació de l'ADN que no requereix una seqüència homòloga llarga per guiar la reparació. Ja sigui RH o NHEJ s'utilitzen per reparar trencaments de doble cadena i es determina sobretot per la fase del cicle cel·lular. La RH repara l'ADN abans que la cèl·lula entri en mitosi (fase M). Es produeix durant i poc després de la replicació de l'ADN, quan les cromàtides germanes són fàcilment disponibles, en les fases S i G2 del cicle cel·lular. En comparació dels cromosomes homòlegs, que són similars a un altre cromosoma, però sovint tenen diferents al·lels, les cromàtides germanes són una plantilla ideal per a la RH, ja que són una còpia idèntica d'un cromosoma donat. En contrast amb la RH, NHEJ és predominant en la fase G1 del cicle cel·lular, quan la cèl·lula està creixent, però encara no està llesta per dividir-se. Després de la fase G1 es produeix amb menys freqüència, però manté almenys alguna activitat al llarg del cicle cel·lular. Els mecanismes que regulen la RH i NHEJ al llarg del cicle cel·lular varien àmpliament entre espècies.
Les cinases dependents de ciclina (CDKs), que modifiquen l'activitat d'altres proteïnes mitjançant l'addició de grups fosfat a (és a dir, fosforilació) són importants reguladors de la recombinació homòloga en eucariotes. Quan la replicació de l'ADN comença en el llevat, la cinasa dependent de la ciclina Cdc28 comença la recombinació homòloga mitjançant la fosforilació de la proteïna Sae2. Després d'haver estat activada mitjançant l'addició d'un fosfat, la Sae2 utilitza la seva activitat d'endonucleasa per fer un tall net prop d'una ruptura en la doble cadena en l'ADN. Això permet que una proteïna de tres parts coneguda com el complex MRX s'uneixi a l'ADN, i comença una sèrie de reaccions de proteïnes impulsades que intercanvien el material entre ambdues molècules d'ADN.

### Models
Dos models principals per a la forma en què la recombinació homòloga repara les ruptures de doble cadena en l'ADN són la via de reparació de la ruptura de cadena doble (DSBR) (de vegades anomenada model de doble encreuament Holliday) i la via de síntesi que depèn de la línia del recuit (SDSA).
Els dos camins són similars en els seus primers passos. Després es produeix una ruptura en la doble cadena, el complex MRX (complex MRN en els éssers humans) s'uneix a l'ADN a banda i banda de la ruptura. A continuació una resecció, en la qual l'ADN al voltant dels extrems 5' de la ruptura es retalla, i es duu a terme en dues etapes diferents. En el primer pas de la resecció, el complex MRX recluta la proteïna Sae2. Les dues proteïnes a continuació retallen els extrems 5' a banda i banda de la ruptura per crear costats sortints curts 3' d'ADN d'una sola cadena. En el segon pas, 5 '→ 3' de la resecció es continua per la helicasa Sgs1 i les nucleases Exo1 i Dna2. Una helicasa, Sgs1 "obre" l'ADN de doble cadena, mentre que l'activitat nucleasa Exo 1 i de Dna2 els permet tallar l'ADN d'una sola cadena produïda per Sgs1.

Figura 4. Les vies DSBR i SDSA segueixen els mateixos passos inicials, però posteriorment divergeixen. La via DSBR resulta freqüentment en entrecreuament cromosomal (a sota a l'esquerra), mentre que la SDSA sempre acaba en productes no entrecreuats (a sota a la dreta).

La proteïna RPA, que té una afinitat alta per l'ADN d'una sola cadena, s'uneix a sortints 3'. La proteïna Rad51 (i Dmc1, en la meiosi), amb l'ajuda d'altres proteïnes que intervenen en el procés, forma un filament d'àcid nucleic i la proteïna en la cadena simple d'ADN recobert amb RPA. Aquest filament de nucleoproteïna comença la cerca de seqüències de DNA similars a la de la sortint 3'. Després de trobar una seqüència d'aquest tipus, el filament d'una sola cadena es mou en la nucleoproteïna, i envaeix el dúplex ADN receptor, similar o idèntic en un procés anomenat invasió de cadena. En cèl·lules que es divideixen a través de la mitosi, el dúplex d'ADN receptor és generalment una cromàtide germana, que és idèntica a la molècula d'ADN malmesa i proporciona una plantilla per a la seva reparació. No obstant això, en la meiosi, l'ADN receptor tendeix a ser d'un cromosoma homòleg similar no necessàriament idèntic.
Durant la invasió de cadena es forma un bucle de desplaçament (D-loop) entre l'invasor bri 3' i el cromosoma homòleg. Després de la invasió del bri, una Polimerasa d'ADN estén l'extrem invasor del bri 3' mitjançant la síntesi d'un nou ADN. Això canvia el D-loop a una estructura en forma de creu coneguda com una unió de Holliday. Després es produeix més síntesi d'ADN en la cadena invasora (és a dir, un dels sortints 3' originals), restaurant eficaçment el bri en el cromosoma homòleg que s'havia desplaçat durant la invasió de bri.

#### Via DSBR
Després de les etapes de la resecció, la invasió de cadena i la síntesi d'ADN, les vies DSBR i SDSA es tornen diferents. La via DSBR és única ja que en el segon sortint 3' (que no ha participat en la invasió de la cadena) també forma una unió de Holliday amb el cromosoma homòleg. Les dobles unions Holliday es converteixen llavors en productes de recombinació per enzims retallats, un tipus d'enzims de restricció que talla només una cadena d'ADN. La via DSBR comunament resulta en entrecreuament, encara que de vegades pot donar lloc a productes que no són d'entrecreuament; la capacitat d'una molècula trencada d'ADN per recollir les seqüències del donant separat loci es mostra en el llevat mitòtic usant plasmidis o inducció de endonucleasa d'esdeveniments cromosòmics.
La via DSBRA, a causa d'aquesta tendència d'entrecreuament cromosòmic, és un model de com l'entrecreuament de recombinació homòloga es produeix durant la meiosi.
Ja sigui que la recombinació en la via DSBR resulta en un entrecreuament cromosòmic, està determinada per la forma com es talla la doble unió Holliday, o "resolta". L'entrecreuament cromosòmic es produirà si una unió Holliday es talla en el bri d'encreuament i l'altra unió de Holliday es talla en el bri sense encreuament (s'observa en la figura 4, al llarg de les fletxes porpra horitzontals estan en una unió Holliday i al llarg de les fletxes taronja verticals en l'altra). Alternativament, si les dues unions Holliday es tallen en els brins d'encreuament (en la Figura 4, al llarg de les fletxes porpra horitzontals en ambdues unions Holliday), a continuació, seran produïts els cromosomes sense entrecreuament.

#### Via SDSA
La recombinació homòloga a través de la via de SDSA es produeix en les cèl·lules que es divideixen a través de la mitosi i la meiosi i es tradueixen en productes sense entrecreuament. En aquest model, el bri invasor 3' s'estén al llarg del dúplex d'ADN per un ADN polimerasa, i s'allibera en forma de la unió Holliday entre les molècules donants i dels ADN receptors en un procés anomenat migració de la ramificació. La nova síntesi de la terminació 3' del bri invasor és llavors capaç d'hibridar amb l'altre sortint 3' en el cromosoma malmès a través d'un aparellament de bases complementàries. Després del recuit de brins, de vegades pot romandre una petita fulla d'ADN. Qualsevol d'aquestes fulles són eliminades, i la via SDSA acaba amb el ressegellat, també conegut com a lligadura, de qualsevol clot dels brins restants.
La principal via de recombinació homòloga per a la reparació de ruptures d'ADN de doble cadena, durant la mitosi, sembla la via SDSA (en lloc de la via DSBR). La via SDSA produeix recombinants no entrecreuats (Figura 4). Durant la meiosi, els recombinants no entrecreuats també es produeixen amb freqüència i aquests semblen sorgir també per la via de SDSA. Probablement, esdeveniments de recombinació no entrecreuats que es produeixen durant la meiosi reflecteixen casos de reparació de la doble cadena d'ADN malmesa o d'altres tipus de danys de l'ADN.

#### Via SSA

Figura 5. La recombinació a través de la via SSA ocorre entre dos elements repetits (porpra) en el mateix dúplex d'ADN, i resulta en delecions del material genètic.

La via d'un sol bri recuit (SSA) de recombinació homòloga repara els trencaments de les dobles cadenes entre dues seqüències repetides. La via de SSA és única, perquè no requereix una molècula similar o idèntica separada d'ADN, com les vies DSBR o SDSA de recombinació homòloga. Sinó que la via de la SSA només requereix un únic dúplex d'ADN, i utilitza les seqüències repetides com a seqüències idèntiques que la recombinació homòloga necessita per a la seva reparació. La via és relativament simple en concepte: després que dos brins del mateix dúplex d'ADN es tallen al voltant de la zona del trencament de la doble cadena, els dos sortints 3' resultants s'alineen i es recouen entre si, restaurant l'ADN com un dúplex continu.
Com l'ADN entorn de la ruptura de la doble cadena es talla de nou, els sortints 3' de cadena simple que es produeixen es revesteixen amb la proteïna RPA, que impedeix que els 3' sortints s'adhereixin a si mateixos. Una proteïna anomenada Rad52 s'uneix llavors a cadascuna de les seqüències repetides a banda i banda de la ruptura, i els alinea per permetre que les dues seqüències repetides complementàries s'enforteixin. Després que el recuit es completi, restes de fulles no homòlogues dels sortints 3' es tallen per un conjunt de nucleasas, conegudes com a Rad1/Rad10, que són portades a les fulles de les proteïnes Saw1 i Slx4. La síntesi de nou ADN omple els espais buits, i la lligadura restaura el dúplex d'ADN com dos brins continus. La seqüència d'ADN entre les repeticions sempre es perd, ja que és una de les dues repeticions. La via de SSA es considera mutagènica ja que resulta en eliminació de material genètic.

#### Via BIR
Durant la replicació de l'ADN, les ruptures de la doble cadena es poden trobar de vegades en les forquetes de replicació quan l'ADN helicasa obre la cadena motlle. Aquests defectes es reparen en la via de la replicació de ruptura induïda (BIR) de la recombinació homòloga. Els mecanismes moleculars precisos de la via de BIR no estan clars. com a pas inicial, tenen la invasió de cadena tres mecanismes proposats, però difereixen en la forma del model de migració de la D-loop i en fases posteriors de recombinació.
La via BIR també pot ajudar a mantenir la longitud dels telòmers (regions d'ADN en l'extrem dels cromosomes eucariotes) en absència de (o en cooperació amb) la telomerasa. Sense còpies de l'enzim telomerasa, els telòmers típicament s'escurcen amb cada cicle de la mitosi, la qual cosa finalment bloqueja la divisió cel·lular i condueix a la senescència. En cèl·lules de llevat, on la telomerasa s'ha inactivat a través de mutacions, s'han observat dos tipus de cèl·lules "supervivents" per evitar la senescència més de l'esperat per l'allargament dels seus telòmers a través de vies BIR.

## En bacteris

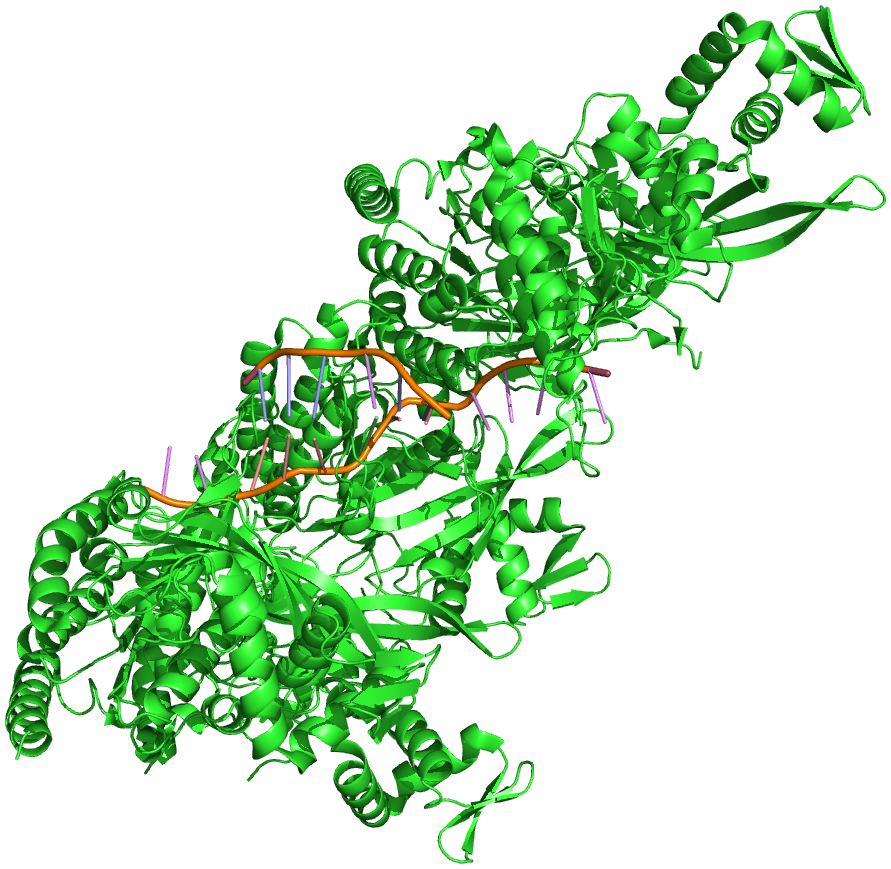
Figura 6. Estructura cristall del filament de la proteïna RecA lligat a l'ADN. Un sortint 3' és visible a la dreta del centre.

La recombinació homòloga és un procés important de reparació de l'ADN en bacteris. També és important per a la producció de la diversitat genètica en les poblacions de bacteris, encara que el procés difereix substancialment de la recombinació meiòtica, la qual cosa malmet les reparacions d'ADN i produeix la diversitat en els genomes eucariotes. La recombinació homòloga ha estat més estudiada i s'entén millor per Escherichia coli. D'aquesta manera, les ruptures de doble cadena d'ADN en bacteris són reparades per la via RecBCD de la recombinació homòloga, i les ruptures que es produeixen en només una de les dues cadenes d'ADN, conegudes com a clots d'un sol bri, sembla que són reparats per la via RecF.
Tant les vies RecBCD com les RecF inclouen una sèrie de reaccions anomenades migració de la ramificació, en què s'intercanvien cadenes simples d'ADN entre dues molècules entrecreuades de dúplexs d'ADN, i de la resolució, i aquestes dues molècules entrecreuades d'ADN es tallen a part i es restauren al seu estat de doble cadena normal.

### Via RecBCD

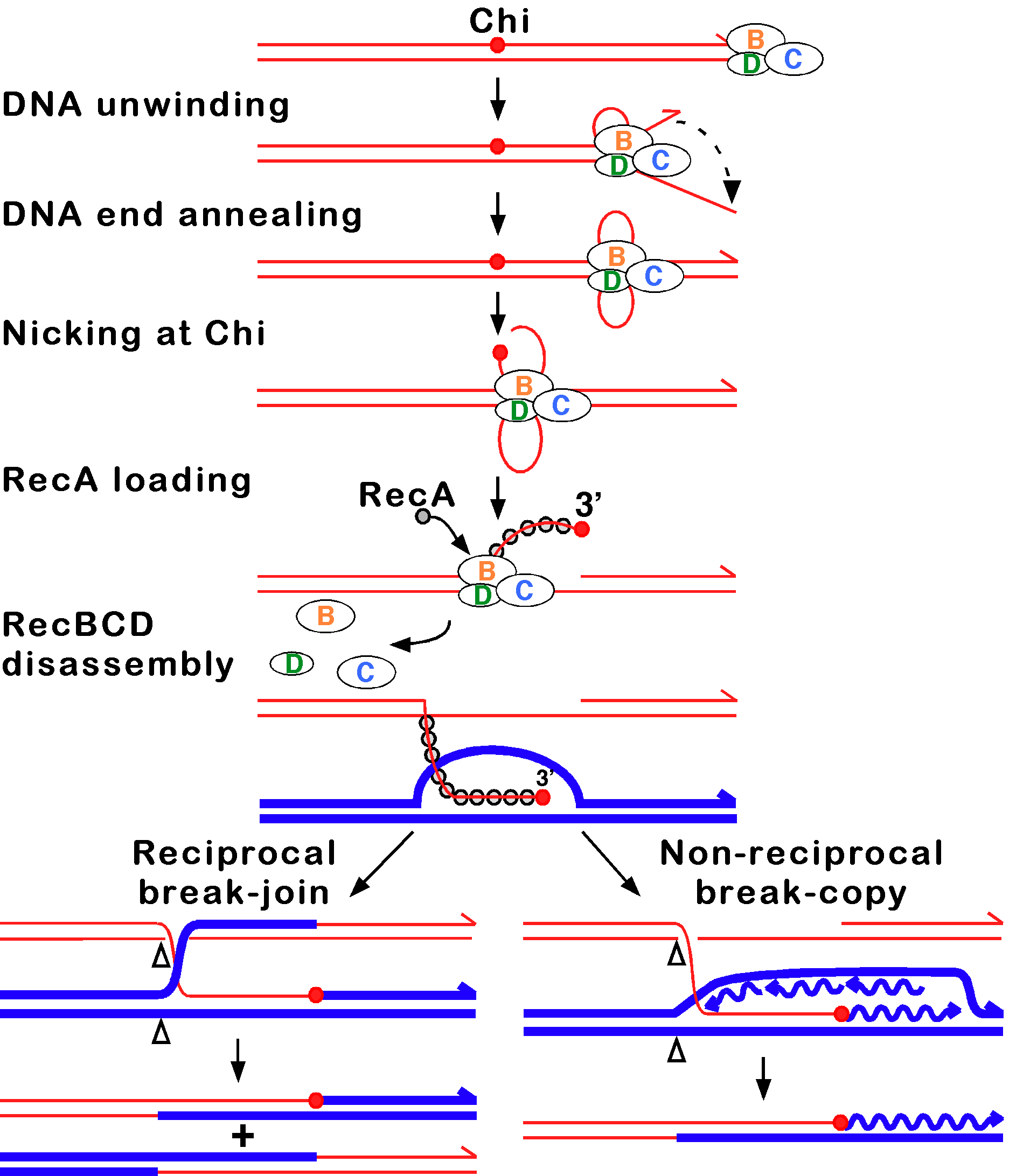
Figura 7A. Model molecular de la via RecBCD de recombinació. Aquest model es basa en les reaccions d'ADN i RecBCD amb ATP a l'excés sobre els ions Mg2+. Pas 1: RecBCD s'uneix a un extrem de la doble cadena de l'ADN. Pas 2: RecBCD desenrotlla l'ADN. RecD és una helicasa ràpida en el bri 5' de composició, i RecB és una helicasa més lenta en el bri 3' de composició (la que té una punta de fletxa). Això produeix dues cues (ss) d'ADN d'un sol bri i un bucle ss. El bucle i les cues s'engrandeixen com la RecBCD es mou al llarg de l'ADN. Pas 3: Les dues cues es recouen per produir un segon bucle ss i tots dos bucles es mouen i creixen. Pas 4: En arribar a la seqüència de punt d'accés Chi (5 'GCTGGTGG 3'; punt vermell) RecBCD retalla el bri 3' de composició. Un desenrotllat posteriorment produeix una llarga cua 3'-ss prop de l'extrem Chi. Pas 5: RecBCD carrega la proteïna RecA en la cua Chi. En algun moment indeterminat, les subunitats RecBCD es desarmen. Pas 6: El complex de RecA-ssDNA envaeix un dúplex d'ADN homòleg intacte per produir un bucle D, que pot ser resolt en l'ADN intacte, recombinant de dues maneres. Pas 7: El bucle D es talla i s'hibrida amb el buit en el primer ADN per produir una unió de Holliday. La resolució de la unió Holliday (tall, l'intercanvi de brins, i la lligadura) en les puntes de fletxa obertes per alguna combinació de RuvABC i RecG produeix dos recombinants recíprocs. Pas 8: L'extrem 3' de la cua Chi enceba la síntesi d'ADN, de la qual es pot generar una forqueta de replicació. La resolució de la forqueta en les puntes de fletxa obertes produeix un ADN recombinant (no recíproc), un ADN de tipus parental, i un fragment d'ADN.

La via RecBCD és la via principal de recombinació que s'utilitza en molts bacteris per reparar ruptures de doble cadena d'ADN i les proteïnes es troben en una àmplia gamma de bacteris. Aquestes ruptures poden ser causades per la llum ultraviolada o altres radiacions, així com mutàgens químics. També poden sorgir per la replicació d'ADN a través d'un "nick" o clot d'una sola cadena. Aquesta situació provoca el que es coneix com a forqueta de replicació col·lapsada i es repara per diverses vies de recombinació homòloga inclosa la via RecBCD.
Un complex enzimàtic de tres subunitats anomenades RecBCD inicia la recombinació en aquesta via, mitjançant la unió a un extrem terminal o gairebé terminal d'un trencament en l'ADN de doble cadena. Després RecBCD s'uneix al final de l'ADN, i les subunitats RecB i RecD comencen a descomprimir el dúplex d'ADN a través de l'activitat de l'helicasa. La subunitat RecB també té un domini nucleasa, que talla l'única cadena d'ADN que emergeix del procés de descompressió. Aquesta descompressió continua fins que RecBCD troba una seqüència de nucleòtids específica (5'-GCTGGTGG-3'), la zona Chi.
En trobar una zona Chi, l'activitat de l'enzim RecBCD canvia dràsticament. El desembolic de l'ADN es pausa durant uns segons i després es reprèn en més o menys la meitat de la velocitat inicial. Això és probablement a causa que l'helicasa RecB, més lenta, desembolica l'ADN després de Chi, en lloc de l'helicasa RecD, més ràpida, que desembolica l'ADN abans de Chi. El reconeixement de la zona Chi també canvia a l'enzim RecBCD de manera que talla la cadena d'ADN amb Chi i comença a carregar diverses proteïnes RecA en l'ADN d'una sola cadena amb l'extrem recentment generat 3'. El filament de la nucleoproteïna RecA recoberta resultant busca seqüències similars d'ADN en un cromosoma homòleg. El procés de cerca indueix l'estirament del dúplex d'ADN, que millora el reconeixement d'homologia (un mecanisme denominat com correcció conformacional de proves). En trobar tal seqüència, el filament de nucleoproteïna es mou en el receptor homòleg del dúplex d'ADN en un procés anomenat invasió de bri. El sortint invasor 3' fa que una de les cadenes del dúplex d'ADN receptor es desplaci, per formar un D-loop. Si es talla el D-loop, un altre intercanvi de brins forma una estructura transversal anomenada unió Holliday. La resolució de la unió Holliday per una combinació de RuvABC o RecG pot produir dues molècules d'ADN recombinant amb tipus genètics recíprocs, si les dues molècules d'ADN que interactuen difereixen genèticament. Alternativament, l'extrem 3' invasor a prop de Chi pot alimentar la síntesi d'ADN i formar una forqueta de replicació. Aquest tipus de resolució només produeix un tipus de recombinant (no recíproc).

### Via RecF
Els bacteris utilitzen la via RecF de la recombinació homòloga per reparar els clots de cadena simple en l'ADN. Quan la via RecBCD és inactivada per mutacions i mutacions addicionals, inactiven les nucleases SbcCD i Exol, la via RecF també pot reparar les ruptures de l'ADN de doble cadena. En la via RecF la RecQ helicasa desembolica l'ADN i la nucleasa RecJ degrada el bri amb un extrem 5', deixant el bri amb l'extrem 3' intacte. La proteïna RecA s'uneix a aquest bri i és ajudat o estabilitzat tant per les proteïnes RecF, Reco, i RECR. El filament de nucleoproteïna RecA cerca llavors un ADN homòleg i intercanvia zones amb el bri idèntic o gairebé idèntic en l'ADN homòleg.
Les dues vies són similars, tot i que les proteïnes i els mecanismes específics implicats en les seves fases inicials són diferents, ja que ambdues requereixen ADN de cadena simple amb un extrem 3' i la proteïna RecA per a la invasió de bri. Les vies també són similars en les seves fases de migració de la ramificació, en què llisca l'encreuament Holliday en una direcció, i la resolució, on les unions Holliday s'escindeixen separades per enzims.
També es pot produir per qualsevol d'aquestes vies el tipus de resolució alternativa, no recíproca.

### Migració de la ramificació
Immediatament després la invasió de cadena, les d'unions de Holliday es mouen al llarg de l'ADN lligat durant el procés de migració de la ramificació. És en aquest moviment de la unió Holliday quan els parells de bases entre els dos dúplexs homòlegs d'ADN s'intercanvien. Per catalitzar la migració de la ramificació, la proteïna RuvA primer reconeix i s'uneix a la unió Holliday i recluta la proteïna RuvB per formar el complex RuvAB. Dos equips de la proteïna RuvB, que cadascun forma una ATPasa en forma d'anell, es carreguen als costats oposats de la unió Holliday, i actuen com a motors bessons que proporcionen la força per a la migració de la ramificació. Entre els dos anells de RuvB, es reuneixen dos conjunts de la proteïna RuvA al centre de la unió Holliday de tal manera que l'ADN s'intercala entre cada conjunt de RuvA. Els brins d'ADN dúplex tant els dels "receptors" com els dels "donant" es desemboliquen en la superfície de RuvA mentre són guiats per la proteïna d'un dúplex cap a l'altre.

### Resolució
En la fase de resolució de la recombinació, es tallen les unions Holliday formades pel procés d'invasió de bri, restaurant així dues molècules d'ADN separades. Aquesta escissió es realitza pel complex RuvAB que interactua amb RuvC, que en conjunt formen el complex RuvABC. RuvC és una endonucleasa que talla la seqüència degenerada 5'-(A/T)TT(G/C)-3'. La seqüència es troba sovint en l'ADN, aproximadament una vegada cada 64 nucleòtids. Abans de tallar, és probable que RuvC tingui accés a la unió de Holliday pel desplaçament d'un dels dos tetràmers de Ruva que cobreixen l'ADN. Els resultats de la recombinació en qualsevol dels dos productes "d'entroncament" o de "pegat", depenent de com RuvC escindeix la unió Holliday. Els productes d'entroncament són productes d'entrecreuament, en què existeix una reordenació del material genètic al voltant del lloc de recombinació. Els productes de pegat, d'altra banda, són productes no creuats en els quals no hi ha tal reordenament i només hi ha un "pegat" d'ADN híbrid en el producte de recombinació.

### Facilitant la transferència genètica
La recombinació homòloga és un mètode important per a la integració d'ADN del donant en el genoma d'un organisme receptor en la transferència genètica horitzontal, procés pel qual un organisme incorpora ADN estrany d'un altre organisme sense ser-ne la descendència. La recombinació homòloga requereix que l'ADN entrant sigui molt similar al del genoma receptor i, per tant, la transferència genètica horitzontal es limita generalment a bacteris similars. Estudis realitzats en diverses espècies de bacteris han establert que hi ha una disminució logarítmica lineal de la freqüència de recombinació amb la diferència incrementada en la seqüència entre l'hoste i l'ADN receptor.
En la conjugació bacteriana, on es transfereix l'ADN entre els bacteris per contacte directe de cèl·lula a cèl·lula, la RH ajuda a integrar l'ADN estrany en el genoma hoste a través de la via RecBCD. L'enzim RecBCD promou la recombinació d'ADN després que es converteix d'una sola cadena d'ADN que entra inicialment el bacteri a doble cadena d'ADN durant la replicació. La via RecBCD és essencial també per a la fase final de la transducció, un tipus de transferència horitzontal genètica on l'ADN és transferit des d'un bacteri a un altre per un virus. ADN bacterià estrany, és de vegades mal incorporat en el cap de la càpsida de partícules de virus bacteriòfags ja que l'ADN s'empaqueta en nous bacteriòfags durant la replicació viral. Quan aquests nous bacteriòfags infecten altres bacteris, l'ADN del bacteri hoste anterior s'injecta en el nou hoste bacterià com ADN de doble cadena. L'enzim RecBCD llavors incorpora aquest ADN de doble cadena en el genoma del nou hoste bacterià.

### Transformació bacteriana
La transformació bacteriana natural implica la transferència d'ADN d'un bacteri donant a un bacteri receptor, on el donant i el receptor són normalment de la mateixa espècie. La transformació, a diferència de la conjugació bacteriana i la transducció, depèn de nombrosos productes dels gens bacterians que interactuen específicament per realitzar aquest procés. Per tant, la transformació és clarament una adaptació dels bacteris per a la transferència d'ADN. Perquè un bacteri s'uneixi, prengui i integri l'ADN del donant en el seu cromosoma mitjançant recombinació homòloga resident, primer ha d'introduir un estat fisiològic especial anomenat competència. La família de gens RecA/Rad51/DMC1 té un paper central en la recombinació homòloga durant la transformació bacteriana com ho fa durant la meiosi i la mitosi eucariota.
Com a part del procés de transformació, la proteïna RecA interactua amb la introducció d'ADN de cadena senzilla (ADNss) per formar nucleofilaments RecA/ADNss que escanegen el cromosoma resident per a les regions d'homologia i porten l'ADNss entrant a la regió corresponent, on hi ha l'intercanvi de cadenes i succeeix la recombinació homòloga. Així, el procés de recombinació homòloga durant la transformació bacteriana té similituds fonamentals amb la recombinació homòloga durant la meiosi.

## En virus
La RH es produeix en diversos grups de virus. En els virus d'ADN, tals com herpesviridae, la recombinació es produeix a través d'un mecanisme de ruptura i unió com en els bacteris i eucariotes. També hi ha evidències per la recombinació en alguns virus d'ARN, específicament de sentit positiu de virus ARN de cadena simple com retrovirus, picornavirus, i coronavirus. Existeix una controvèrsia sobre si la RH es produeix en sentit negatiu de virus d'ARN de cadena simple, com la grip.
En els virus d'ARN, la recombinació homòloga pot ser precisa o imprecisa. En el tipus precís de recombinació RNA-RNA, no hi ha diferència entre les dues seqüències d'ARN dels pares i la regió d'ARN d'entrecreuament resultant. Per aquest motiu, sovint és difícil determinar la ubicació dels esdeveniments d'encreuament entre dues seqüències d'ARN recombinants. En la recombinació homòloga imprecisa d'ARN, la regió d'encreuament té algunes diferències amb les seqüències d'ARN dels pares causat per addició, eliminació o una altra modificació de nucleòtids. El nivell de precisió en l'encreuament és controlat pel context de la seqüència de les dues cadenes de recombinació d'ARN: seqüències riques en adenina i uracil que disminueixen la precisió de l'encreuament.
La recombinació homòloga és important en la facilitació de l'evolució viral. Per exemple, si els genomes de dos virus amb diferents mutacions desavantatjoses experimenten recombinació, poden ser capaços de regenerar un genoma totalment funcional. Alternativament, si dos virus similars han infectat la mateixa cèl·lula hoste, la recombinació homòloga pot permetre que els dos virus intercanviïn gens i, per tant, evolucionin variacions més potents de si mateixos.
La RH és el mecanisme proposat pel qual el virus ADN humà herpesvirus-6 s'integra en els telòmers humans.
Quan dos o més virus, cadascun amb un dany genòmic letal, infecten la mateixa cèl·lula hoste, els genomes dels virus poden aparellar-se entre si i se sotmeten a reparació de RH per produir una progènie viable. Aquest procés, conegut com a reactivació múltiple, s'ha estudiat en diversos bacteriòfags, incloent fago T4. Els enzims empleats en la reparació de recombinació en fago T4 són funcionalment homòlegs als enzims empleats en la reparació de recombinació de bacteris i eucariotes. En particular, amb el qual es refereix a un gen necessari per a la reacció d'intercanvi de cadena, un pas clau en la reparació de RH, existeix una homologia funcional dels virus als éssers humans (és a dir, uvsX en fago T4; recA d'E. coli i altres bacteris, i rad51 i dmc1 en el llevat i uns altres eucariotes, incloent éssers humans). La reactivació múltiple també ha estat demostrada en nombrosos virus patògens.

## Efectes de disfunció
Amb una recombinació homòloga incorrecta, els cromosomes s'alineen incorrectament per a la primera fase de la divisió cel·lular en la meiosi. Això fa que els cromosomes no puguin segregar-se adequadament en un procés anomenat no disjunció. Al seu torn, la falta de disjunció pot causar que l'esperma i els òvuls tinguin pocs o massa cromosomes. La síndrome de Down, que és causada per una còpia extra del cromosoma 21, és una de moltes anormalitats que resulten d'un error d'aquest tipus de la recombinació homòloga en la meiosi.
Les deficiències en la recombinació homòloga han estat fortament lligades a la formació de càncer en els éssers humans. Per exemple, cadascuna de les malalties relacionades amb el càncer com la síndrome de Bloom, síndrome de Werner i la síndrome de Rothmund-Thomson són causades per còpies incorrectes dels gens de l'helicasa RecQ implicades en la regulació de la recombinació homòloga: BLM, WRN i RECQ4, respectivament. En les cèl·lules dels pacients amb síndrome de Bloom, què manquen d'una còpia de la proteïna BLM, existeix una taxa elevada de recombinació homòloga.
Experiments en ratolins deficients en BLM han suggerit que la mutació dona lloc al càncer a través d'una pèrdua d'heterozigositat causada per augment de la recombinació homòloga. Una pèrdua en l'heterozigositat es refereix a la pèrdua d'una de les dues versions o d'al·lels d'un gen. Si un dels al·lels perduts ajuda a suprimir tumors, com el gen de la proteïna de retinoblastoma, llavors la pèrdua de heterozigositat pot conduir a càncer.
La disminució de les taxes de recombinació homòloga causa la ineficient reparació de l'ADN, que també pot esdevenir càncer. Com els gens BRCA1 i BRCA2, dos gens supressors de tumors similars, el mal funcionament dels quals s'ha relacionat amb un augment considerable del risc de càncer de mama i el càncer d'ovari. Les cèl·lules BRCA1 i BRCA2 que falten tenen una taxa de disminució de la recombinació homòloga i un augment de la sensibilitat a la radiació ionitzant, la qual cosa suggereix que la disminució de la recombinació homòloga condueix a una susceptibilitat major al càncer. Ja que l'única funció coneguda de BRCA2 és per ajudar a iniciar la recombinació homòloga, així, un coneixement més detallat de la funció de BRCA2 en la recombinació homòloga pot ser la clau per entendre les causes del càncer mama i càncer d'ovari.

## Conservació evolutiva

Figura 8. Els dominis de les proteïnes en la recombinació homòloga- proteïnes relacionades són conservades a través de tres grups principals de la vida: arquees, bacteri i eucariotes.

Basat en la similitud de les seves seqüències d'aminoàcids, es poden trobar homòlegs d'unes proteïnes en diversos dominis de la vida fet que indica que van evolucionar fa molt temps, i des de llavors es van separar de proteïnes ancestrals comunes. Si bé les vies poden variar, la capacitat dels organismes per dur a terme la RH és universalment conservada en tots els dominis de la vida.
Es troben membres de la família recombinasa RecA en gairebé tots els organismes amb RecA en bacteris, Rad51 i DMC1 en eucariotes, la RADA a arquees, i UvsX a fag T4.
També es troben en tots els dominis de la vida les proteïnes relacionades d'unió de cadena simple que són importants per a la recombinació homòloga, juntament amb molts altres processos.
Rad54, Mre11, Rad50, i altres proteïnes també es troben en arquees i eucariotes.

### La família RecA recombinasa
Les proteïnes de la família recombinasa RecA descendeixen d'una recombinasa ancestral comuna. Ja que conté proteïnes RecA de bacteris, les proteïnes Rad51 i Dmc1 d'eucariotes, i RADA d'arquees, i les proteïnes de recombinasa paralog. Estudis que modelen les relacions evolutives entre les proteïnes Rad51, Dmc1 i RADA indiquen que són monofilètiques, o que comparteixen un ancestre comú molecular. Dins d'aquesta família de proteïnes, Rad51 i Dmc1 s'agrupen en un clade separat de RADA. Una de les raons per agrupar aquestes tres proteïnes és que totes elles posseeixen un motiu hèlix-giro-hèlix modificat, que les ajuda a unir-se a l'ADN, cap als seus extrems N-terminal. Una antiga duplicació de gens, esdeveniment d'un gen eucariota de RecA i la mutació posterior s'ha proposat com un origen probable dels gens RAD51 and DMC1.
Les proteïnes generalment comparteixen una llarga regió conservada, coneguda com el domini de RecA/Rad51. Dins del domini de la proteïna hi ha dos motius seqüenciats, un motiu Walker A i Walker B que les permeten participar en la unió d'ATP i la hidròlisi d'ATP.

### Proteïnes específiques de la meiosi
El descobriment de Dmc1 en diverses espècies de Giardia, un dels primers protists que va emergir com eucariota, suggereix que la recombinació meiòtica homòloga i, per tant, la meiosi en si van sorgir de manera molt precoç en l'evolució eucariota. A més de la recerca en Dmc1, estudis en la proteïna Spo11 han proporcionat informació sobre els orígens de la recombinació meiòtica. Spo11, una topoisomerasa de tipus II, pot iniciar la recombinació homòloga en la meiosi fent ruptures objectiu de dobles cadenes en l'ADN. Els arbres filogenètics basats en la seqüència de gens similars a Spo11 en animals, plantes, fongs, protists i arquees han portat als científics a creure que la versió Spo11 actualment en eucariotes va sorgir en l'últim ancestre comú dels eucariotes i arquees.

### Enginyeria de proteïnes
L'enginyeria de proteïnes amb la recombinació homòloga desenvolupa proteïnes de fusió mitjançant el canvi de fragments entre dues proteïnes parentals. Aquestes tècniques treuen profit del fet que la recombinació pot introduir un alt grau de diversitat de seqüència preservant al mateix temps la capacitat d'una proteïna per doblar a la seva estructura terciària, o forma tridimensional. Això és contrastat amb altres tècniques d'enginyeria de proteïnes, com el punt de mutagènesi aleatòria, en què la probabilitat de mantenir la funció de proteïnes disminueix exponencialment amb l'augment de les substitucions d'aminoàcids. Les quimeres produïdes per tècniques de recombinació són capaces de mantenir la seva capacitat de doblatge perquè els seus fragments parentals intercanviats es conserven estructuralment i evolutivament. Aquests "blocs de construcció" recombinables conserven interaccions estructuralment importants com a punts de contacte físic entre els diferents aminoàcids en l'estructura de la proteïna. Es poden utilitzar mètodes computacionals com SCHEMA i l'anàlisi estadística d'acoblament per identificar subunitats estructurals adequades per a la recombinació.
S'han utilitzat les tècniques que es basen en la recombinació homòloga per dissenyar noves proteïnes. En un estudi publicat l'any 2007, els investigadors van ser capaços de crear quimeres de dos enzims implicats en la biosíntesis de terpè, una classe diversa de compostos incloent hormones, pigments visuals i certes feromones. Les proteïnes quimèriques van adquirir la capacitat de catalitzar una reacció essencial en la biosíntesis d'isoprenoides, una de les vies més diverses de biosíntesis que es troben en la naturalesa, que va estar absent en les proteïnes d'origen parental.